# 新神戸プラテックス
新神戸プラテックス株式会社（しんこうべぶらてっくす、英: Shin-kobe Platechs Co., Ltd.）は、かつて存在した合成樹脂製品を製造・販売していたメーカー。大阪府枚方市に本社を置き、日立グループの一社であった。
2016年（平成28年）1月1日、親会社の新神戸電機株式会社が日立化成株式会社に吸収合併されたことに伴い、当社も日立化成株式会社の子会社である日立化成オートモーティブプロダクツ株式会社に吸収合併された。

## 沿革
- 1938年（昭和13年） - 石川県金沢市に平野化学工業株式会社を設立。
- 1964年（昭和39年） - 神戸電機株式会社が広島県安芸郡に神戸プラスチック工業株式会社を設立。
- 1974年（昭和49年） - 新神戸電機株式会社より大阪工場が分離独立し、新神戸モールド株式会社を設立。
- 1982年（昭和57年） - 神戸プラスチック工業株式会社、新神戸モールド株式会社が合併し、新神戸プラスチック株式会社となる。
- 2000年（平成12年） - 新神戸プラスチック株式会社、平野化学工業が合併し、新神戸プラテックス株式会社となる。
- 2016年（平成28年） - 日立化成オートモーティブプロダクツ株式会社に吸収合併され解散。

## 主要製品
- 合成樹脂成形品
  - IPMハウジング
  - エンジン吸気、冷却系部品用
  - ブレーキ系部品用
  - 電子部品用
  - 住宅関係用

## 事業所
- 本社・大阪製造所 - 大阪府枚方市
- 広島製造所 - 広島県広島市
- 石川製造所 - 石川県能美市